# Vermona ET 6-1
Vermona ET 6-1 è l'album di debutto della cantautrice tedesca Barbara Morgenstern, pubblicato nel 1998.

## Tracce
1. Veronika – 2:55
2. Das Wort – 3:42
3. Schiffland – 1:21
4. Die Liebe – 4:17
5. Siebener – 2:42
6. Ein Versuch – 3:49
7. Antonelli – 3:58
8. Im Flug – 3:28
9. Vermonika – 2:14
10. Diskogeld – 4:03
11. Fischland – 4:36
12. Ein Tag auf dem Balkon – 4:16
13. Der Wunsch Teil Zwei – 5:25